# Вилађо (Кјети)
Вилађо (итал. Villaggio) је насеље у Италији у округу Кјети, региону Абруцо.
Према процени из 2011. у насељу је живело 22 становника. Насеље се налази на надморској висини од 593 м.